# Drymoea unimaculata
Drymoea unimaculata är en fjärilsart som beskrevs av Butler 1876. Drymoea unimaculata ingår i släktet Drymoea och familjen mätare. Inga underarter finns listade i Catalogue of Life.